# Hans Nogler
Johann „Hans“ Nogler (* 28. Februar 1919 in Wien; † 30. Mai 2011 in Wolkenstein in Gröden) war ein Skirennläufer.

## Biographie
Der Südtiroler wuchs als Sohn eines Grödner Holzprothesenschnitzers in Wolkenstein in Gröden auf und war der Bruder von Sophie Nogler. Er startete für Italien, dann für Deutschland und schließlich für Österreich.
Nogler gewann 1938 und 1939 fünf italienische Meistertitel (2× Slalom, 2× Kombination und 1× Abfahrt) 1944 wurde er Deutscher Meister im Abfahrtslauf. Bei den Olympischen Winterspielen 1948 errang er für Österreich in der Abfahrt den 9. Platz und in der Kombination Rang acht. 1950 gewann er den Harriman Cup und 1952 war er Men’s Roch Cup Champion.
Nach dieser Rennläuferkarriere war er Skilehrer, unter anderem in den Vereinigten Staaten (Sun Valley). Er besaß ein danach benanntes Hotel („Sun Valley“) in Wolkenstein in Gröden, wo er bis zu seinem Tod lebte.